# Toyota GR Yaris
La Toyota GR Yaris è un'automobile prodotta dalla casa automobilistica giapponese Toyota dal 2020, appartenente al Segmento B. È l'erede della Toyota Yaris.
È commercializzata in Italia a partire dal 3 Settembre 2020 con un costo di vendita iniziale di 39 900 Euro. È una hatchback a tre porte, progettata per rispettare le norme WRC, nonostante ciò esiste anche la versione a quattro porte. Ognuna di queste caratteristiche la differenziano dalla quarta generazione.

## La creazione
Il proprietario di Toyota, Akio Toyoda, anche se le automobili a tre porte stavano cadendo di popolarità, decise che la compagnia doveva essere per forza rappresentata nel rally, pertanto cominciò la produzione della GR Yaris. Questa decisione ruppe le regole interne di Toyota, ma permise di gareggiare in WRC. Per crearla gli ingegneri dovettero sviluppare un nuovo motore turbo ed un sistema di trazione integrale moderno.

## Dettagli
La GR Yaris presenta la trazione integrale GR Four, un motore turbo da 260 CV e differenziali Torsen. Il modello del 2024 ha subito un potenziamento di motore a 280 CV. Sono state create anche diverse edizioni speciali riservate ai piloti Sébastien Ogier e Kalle Rovanperä, e una versione limitata italiana, “TGR Italy Limited Edition”, in 51 esemplari numerati. Può ospitare fino a quattro passeggeri. Il tetto è rivestito in fibra di carbonio.